# زبان عامیانه
زبان عامیانه شامل مجموعه‌ای از واژگان و عباراتِ غیراستاندارد (غیررسمی) در یک زبان است و در مطالعات زبان‌شناختی به آن می‌پردازند. اینگونه زبان بیشتر در میان قشرهای بی‌سواد و کم‌سواد و دارای مشاغل کم‌اعتبار رواج دارد.

## معناشناسی
تنها اندکی از زبان‌شناسان برای تعریف و توصیفی دقیق از آنچه به منزلهٔ زبان عامیانه شناخته می‌شود تلاش کرده‌اند. در تلاش برای تبیینِ این موضوع، بِتانی کِی. دوما و جاناتان لایتِر استدلال می‌کنند که یک عبارت در «زبان عامیانهٔ واقعی» حداقل باید دو شرط از شرایطِ زیر را داشته باشد:
- شأن و منزلتِ گفتارهای رسمی و جدی را در سخن یا نوشته می‌کاهد.
- استفاده از آن نشان می‌دهد که شخصِ به‌کاربرندهٔ آن به هر آنچه که به آن اشاره می‌کند آشناست، یا با گروهی سخن می‌گوید که با استفاده از آن واژه یا اصطلاح آشنا هستند.
- در گفتار متعارفِ مردمی با موقعیت اجتماعیِ بالا یا مسئولیتِ بیشتر، یک اصطلاح ممنوعه (تابو) است.

مایکل آدامز اشاره می‌کند که زبان عامیانه زبان آستانه‌ای (لب‌مرزی) است.
اغلب تشخیصِ تفاوتِ زبان عامیانه از عامیانه‌گرایی و حتی زبان استاندارد دشوار است، چراکه به‌طورکلی زبان عامیانه در طول زمان به واژگان استاندارد و قابل قبول بدل می‌شود.

### نمونه‌ها
- فرهنگ فارسی عامیانه
- کتاب کوچه
- لیت
- زبان مخفی
- ندست
- زبان شلتا

## سرچشمه‌های زبان عامیانه
- زبان مخفی
- واژه‌نامه اوربان